# Surry megye (Virginia)
Surry megye az Amerikai Egyesült Államokban, azon belül Virginia államban található. Megyeszékhelye Surry, legnagyobb városa Claremont. Lakosainak száma 6561 fő (2020. április 1.). Surry megye James City, Southampton, Sussex, Prince George, Charles City és Isle of Wight megyékkel határos.

## Népesség
A megye népességének változása:
| Lakosok száma | 7052 | 6936 | 6821 | 6765 | 6709 | 6561 |
|               | 2010 | 2011 | 2012 | 2013 | 2015 | 2020 |